# きみに届く声
『きみに届く声』（きみにとどくこえ）は、2008年の日本映画。渡辺淳一の小説「少女の死ぬ時」を原作とした、 塩屋俊の監督による作品。EXILEのMAKIDAIこと眞木大輔の主演映画。

## ストーリー
東京で挫折した医師が、逃げるように離島の診療所へ赴任する。そこで重い心臓病を患った少女と出会い、立ち直っていく様子を描いている。

## 登場人物
- 北岡雄一郎 - 眞木大輔 ： 東京で挫折し、離島の診療所へ赴任してきた医師。
- 有津圭一 - 杉本哲太 ： 診療所の田原所長の後輩。医師の腕は良いが、北岡を目の敵にしている。
- 澤田美佐代[1]  - 戸田菜穂 ： 診療所の看護師。真央の母。
- 澤田真央 - 寺島咲 ： 重い心臓病を患った少女。美佐代の娘。
- 田原勇介 - 西岡徳馬 ： 神ノ島診療所の所長。

## 製作

### スタッフ
- 監督：塩屋俊
- 製作：関佳裕
- 脚本：江良至、久松真一
- 音楽：寺田志保
- 撮影：阪本善尚
- 照明：藤井勇
- 録音：福田伸
- 美術：乙竹恭慶
- 編集：太田義則
- 記録：豊田賀世
- ヘアメイク：山崎恵子

### 音楽
- 主題歌「響〜HIBIKI〜」（歌: EXILE 、作詞: ATSUSHI、作曲: Misako Sakazume、レーベル: rhythm zone）

## DVDリリース
- 「きみに届く声」 通常版
  - 2008年11月19日発売
  - DVD収録内容 ： 本編映像＋メイキングショートバージョン＋予告
- 「きみに届く声」 スタンダード・エディション
  - 2008年11月12日発売 ： EXILE mobile、EXILE PERFECT LIVE 2008会場 限定販売
  - DVD収録内容 ： 本編映像＋メイキングショートバージョン＋初日舞台挨拶＋予告
  - 封入特典物 ： ポストカード（サイン入り）1枚
- 「きみに届く声」 パーフェクト・エディション
  - 2008年11月12日発売 ： EXILE mobile 限定販売
  - DVD収録内容 ： 本編＋メイキングロングバージョン＋インタビュー＋初日舞台挨拶＋予告
  - 封入特典物 ： ポストカード（サイン入り）3枚＋フォト台本28P